# Hornbach (Nadrenia-Palatynat)
Hornbach – miasto w Niemczech, w kraju związkowym Nadrenia-Palatynat, w powiecie Südwestpfalz, wchodzi w skład gminy związkowej Zweibrücken-Land.